# 月灘站
月灘站（韓語：월탄역）是朝鮮民主主義人民共和國两江道金亨稷郡的一個鐵路車站，属于北部内陆线。

## 历史
- 1988年8月3日，落成使用。

## 邻近车站
北部内陆线
龍出站 - 月灘站 - 桧阳站